# Disney XD Magazine
Disney XD Magazine was een vierwekelijks Nederlands striptijdschrift met voornamelijk Disneystrips. Het blad werd uitgegeven door Sanoma Uitgevers en verscheen van januari 2010 tot maart 2012 elke vier weken. In totaal zijn er dertig nummers verschenen.

## Geschiedenis
Met ingang van 2010 nam in Nederland de televisiezender Disney XD de plaats in van Jetix. Jetix Magazine, het bijbehorende tijdschrift, werd vervangen door Disney XD Magazine, waarvan het eerste nummer verscheen in een oplage van 90.000 exemplaren. Via de losse verkoop verwachtte Sanoma 35.000 stuks te kunnen afzetten. Het was de wens van Disney het blad op termijn ook in andere landen te laten verschijnen, maar eerst werden de verkoopresultaten in Nederland afgewacht. De oplage van het tijdschrift stond echter onder druk door toenemende concurrentie en een krimpende markt. In 2010 schommelde deze rond de 22.000 exemplaren, en nadat de oplage in het laatste kwartaal van 2011 met 27% daalde werd besloten het blad op te heffen. Het laatste nummer verscheen eind maart 2012, en er zijn geen pogingen ondernomen het blad in andere landen te introduceren. In totaal zijn er 30 nummers verschenen: de nummers 1-13 van 2010 en 2011 en de nummers 1-4 van 2012.

## Inhoud
Disney XD Magazine had een dikte van 50 pagina's, die werden gevuld met strips, puzzels en rubrieken over films, games, sport en tv-helden. Buiten de strips kwamen in het blad onder meer de volgende rubrieken voor. De indeling van het blad stond niet helemaal vast en welke rubrieken er verschenen verschilde per maand.
- Cursus: Een tekencursus.
- Dossiers: interviews met onder meer stuntmannen.
- Films: Informatie over nieuwe films en acteurs.
- Fotofun: Foto's van bizarre situaties.
- Games
- Interview
- Lol: Moppen en puzzels.
- Poster
- Quiz
- Records: Informatie over diverse records.
- Sport
- Tips: Advertenties voor onder meer boeken, spelletjes en evenementen.

## Strips
De strips in Disney XD Magazine verschilden van die in klassiekere Disneytijdschriften zoals Donald Duck weekblad en Donald Duck Extra. Veel strips in Disney XD Magazine waren gebaseerd op films en televisieseries die op Disney XD te zien waren. Daarnaast waren Sjors en Sjimmie in het blad te zien en verschenen er strips van Duck Power, een futuristische versie van Superdonald, en van Epic Mickey, een Disneygame uit 2010. Op de achterkant stonden strips van Keizer Kuzco, Kronk en Yzma (2010), Superdonald (2011) en Kick Buttowski (2012). Enkele strips in het blad waren speciaal voor Disney XD Magazine gemaakt. Daartoe behoren een aantal achterkantstrips van Kronk & Yzma, de meeste achterkantstrips van Superdonald en de langere Superdonaldverhalen uit de nummers 9 tot 11 van 2010.
Vanaf 2010
- American Dragon: Jake Long
- Doug
- Kuzco/Kronk & Yzma
- Phineas en Ferb
- Pirates of the Caribbean
- Recess
- Sjors en Sjimmie
- Superdonald
- De Vervangers

Vanaf 2011
- Ducktales
- Epic Mickey
- Kick Buttowski: Durfal met lef

Vanaf 2012
- Knabbel en Babbel Rescue Rangers

Eenmalig
- Tron (nr. 1-2011)
- Donald Duck (nr. 7-2011)